# Dobretići
 Ovo je glavno značenje pojma Dobretići. Za druga značenja pogledajte Dobretići (razdvojba).
Dobretići su općina i naseljeno mjesto u županiji Središnja Bosna, BiH.

## Zemljopis
Prostire se na planini Ranči, dvadesetak kilometara od Jajca, a cijelo područje općine je kod lokalnog stanovništva poznato pod imenom Pougarje, nazvano po rijeci Ugar, koja izvire na planini Vlašić. Pougarje je 1961 godine bilo u sastavu općine Jajce, a zatim 1963 izdvojena iz te općine i sve do rata bilo u sastavu općine Skender-Vakuf, a potom je jedno kratko vrijeme ponove pripojeno općini Jajce, a danas je to samostalna općina.  
Pougarje je prostor najvećim dijelom smješten između najviših dijelova planine Ranče na jugu, Vlašića na istoku i rijeke Ugar na sjeveru. Obiluje različitim biljnim (listopadno-zimzelene šume i dr.) i životinjskim vrstama (medvjed, vuk, lisica, divlja svinja i dr.).
Reljefno se razlikuje Gornje i Donje Pougarje. Gornje se Pougarje nalazi u višem dijelu planine Ranče, a Donje u nižim dijelovima odnosno dolini Ugra.

## Povijest
Općina je dobila naziv po jednom od najvećih sela ovog kraja, selu Dobretići. Samo selo ima dugu povijest i baštini ime od srednjovjekovne bosanske vlastelinske obitelji Dobretića.
Među stanovništvom još je živa usmena predaja pomognuta povijesnim temeljima koja kaže kako je padom Bosne 1463. godine zarobljeno i u Carigrad odvedeno oko 30.000 bosanske mladeži. Među njima je bila i Ljiljana, lijepa kći Stjepana Dobrete, koja je dospjevši u sultanov harem izmolila od sultana ferman kojim se Stjepanu Dobreti daruje vlastelinstvo, nazivano prije Zapadne Vrhovine. Tu je Stjepan Dobreta i umro, te je ukopan u selu Zapeće. 
Župa Dobretići spominje se već 1672. godine pod imenom Vrhovine. Nastala je odvajanjem od jajačke župe. Matične knjige vodi od 1758. god. Od te godine sjedište je župe u Žilićima, koje je 1850. preneseno na današnje mjesto. Odatle potječe poznati franjevački pisac i biskup fra Marko Dobretić (†1784.).
U početku župa nije imala ni župne kuće ni crkve. Župnik je stanovao u kućama svojih župljana. Njih je 1672. god. bilo 670. Pod konac 17. stoljeća dolazi do masovnog iseljavanja hrvatskoga pučanstva iz Bosne, tako da je broj vjernika god. Godine 1741. iznosio tek 763, ali se 1768. povećao na 1109.
Na spomeniku što mu ga 1773. godine podiže fra Marko Dobretić, franjevački provincijal i bosanski biskup, piše da je umro 1472. godine doživjevši 98 godina. Poslije njegove smrti vlastelinstvo razdijeliše njegovi sinovi, te Juri pripadoše Dobretići, Pavi Pavlovići, Boji Bojtačići, a Vlatku Vlatkovići koji se 1852. godine prozvaše Zubovići.
GodINE 1850. izgrađen je novi župni stan, a 1860. – 1862. i crkva. Još jedna crkvica izgrađena je 1874. u Korićanima, koja je 1877. postala župnom crkvom novouspostavljene korićanske župe.
Godine 1892. podignuta je nova crkva. Ona je služila svojoj svrsi sve do novijeg vremena. Teško je oštećena u potresu 1969. god. pa je uskoro potom i srušena. God. 1971-73. izgrađena je sadašnja crkva po projektu ing. fra Pija Nuića. Crkva ima jedno zvono.
U crkvi se nalazi i nekoliko djela sakralne umjetnosti. Brončani kip Sv. Ante s djetetom Isusom (vis. 185 cm) izradio je kipar A. Starčević u prvoj polovici sedamdesetih godina. Postaje križnoga puta (ulje na platnu, 90 x 75 cm) naslikao je slikar Slavko Šohaj. Postaje su svečano blagoslovljene 9. ožujka 1975. godine. U dvorištu se nalazi i brončano poprsje fra Željka Džaje, što ga je tih godina izradio kipar Stipo Ledić. U zadnjem ratu crkva je devastirana i oštećena a umjetnička djela opljačkana. Zalaganjem župnika crkva je obnovljena a umjetnine pronađene i uz određenu nadoknadu ponovno vraćene u crkvu.
U župi postoji i jedna crkvica u Melini (oko 40 m2), te desetak kapelica, od kojih je barem polovica izgrađena u novije vrijeme – osamdesetih godina. U nedavnom ratu sve su lakše ili teže oštećene. Nakon rata postupno su obnavljane i dovođene u prijeratno stanje.
God. 1983-88. podignuta je sadašnja župna kuća po projektu A. Džebe. Prethodna kuća, izgrađena je 1961. godine. U nedavnom ratu stara župna kuća je zapaljena kao i sve gospodarske zgrade. Nova župna kuća je potpuno opljačkana i jako oštećena. God. 1997. jedan dio kuće osposobljen je za stanovanje i u njemu se nastanjuje župnik.
Župa Dobretići imala je 1813. god. 1409 vjernika, 1877. god. 1632, te 1935. god. 2554. Ona 1991. ima 4895 vjernika (1974.: 4530). Župljani u priličnom broju iseljavaju i to isključivo iz gospodarskih razloga. Proces iseljavanja ubrzao je zadnji rat tako da župa danas ima samo 327 vjernika.
Župu tvore sljedeća naselja: Dobretići, Bojtačići, Brnjići, Bunar, Davidovići, Kričići, Melina, Mijatovići, Milaševci, Orašac (Gornji i Donji), Pavlovići, Prisika, Slipčevići, Vitovlje, Vukovići, Zapeće, Zasavica i Zubovići. Župa pripada franjevačkoj provinciji sv. Križa Bosni Srebrenoj, samostankom području Jajce.
Od šezdesetih, a posebice sedamdesetih godina počinje period gospodarskih emigracija u zapadnoeuropske zemlje, prije svega u Austriju i Njemačku, a od osamdesetih godina stanovništvo se sve više zapošljava u Sloveniji i Hrvatskoj. 
Rat 1992. godine izaziva potpuni progon stanovništva ovoga prostora. Većina protjeranog se uputila u Hrvatsku, te u inozemstvo, Austriju i Njemačku, gdje mnogi žive i danas.

## Stanovništvo

### 1991.
| Dobretići – naseljeno mjesto |               |
| godina popisa                | 1991.         |
| Hrvati                       | 315 (93,73 %) |
| Srbi                         | 3 (0,89 %)    |
| Muslimani                    | 3 (0,89 %)    |
| Jugoslaveni                  | 15 (4,46 %)   |
| ostali i nepoznato           | 0             |
| ukupno                       | 336           |

### 2013.
| Stanovništvo općine Dobretići |                |
| godina popisa                 | 2013.          |
| Hrvati                        | 1626 (99,82 %) |
| Srbi                          | 1 (0,06 %)     |
| Bošnjaci                      | 0              |
| ostali i nepoznato            | 2 (0,12 %)     |
| ukupno                        | 1629           |

| Dobretići – naseljeno mjesto |             |
| godina popisa                | 2013.       |
| Hrvati                       | 228 (100 %) |
| Srbi                         | 0           |
| Bošnjaci                     | 0           |
| ostali i nepoznato           | 0           |
| ukupno                       | 228         |

## Naseljena mjesta
Općinu Dobretići sačinjavaju sljedeća naseljena mjesta:
Brnjići, 
Bunar, 
Davidovići, 
Dobretići, 
Donji Orašac, 
Gornji Orašac, 
Kričići-Jejići, 
Melina,
Mijatovići, 
Milaševci, 
Pavlovići, 
Prisika, 
Slipčevići, 
Vitovlje Malo, 
Vukovići, 
Zapeće, 
Zasavica i 
Zubovići. 
Navedena naseljena mjesta su do potpisivanja Daytonskog mirovnog sporazuma bila u sastavu tadašnje općine Skender Vakuf (Kneževo) koja je ušla u sastav Republike Srpske.

## Uprava
Načelnik općine je Ivo Čakarić (HSP).
Općinsko vijeće ima 15 članova, a općina Dobretići ima 9 zaposlenih djelatnika.

## Gospodarstvo
Stanovništvo se bavi stočarstvom, ratarstvom i šumarstvom. Najveći i najteži problem je nezaposlenost i slaba gospodarska aktivnost.
Nadaleko poznati vlašićki sir najpoznatiji je proizvod pougarskih stočara. Nažalost, danas ga proizvode u izuzetno malim količinama, isključivo pojedinci za vlastite potrebe.

## Poznate osobe
- Stjepan Dobreta
- fra Marko Dobretić, franjevac, biskup, pisac

## Spomenici i znamenitosti
U općini Dobretićima postoje monoge do danas neistražene povijesne znamenitosti kao što su: stećci, stara katolička groblja i nadgrobni spomenici koji datiraju iz 17. stoljeća.